# Irfan Chenae
Irfan Chenae (thailändisch อิรฟาน เจ๊ะแน, * 11. November 1994) ist ein thailändischer Fußballspieler.

## Karriere
Irfan Chenae stand bis Ende 2013 bei Songkhla United unter Vertrag. Wo er vorher gespielt hat, ist unbekannt. Der Verein aus Songkhla spielte in der ersten Liga des Landes, der Thai Premier League. 2013 bestritt er für den Verein zwei Erstligaspiele. 2014 wechselte er zum Bangkok FC. Der Verein aus der thailändischen Hauptstadt Bangkok spielte in der zweiten Liga, der Thai Premier League Division 1. Hier unterschrieb er einen Zweijahresvertrag. Nach Vertragsende wechselte er 2016 für zwei Jahre zum Ligakonkurrenten Chiangmai FC nach Chiangmai. Von Anfang 2018 bis Mitte 2019 pausierte er. Im Juli 2019 unterschrieb er einen Vertrag beim Viertligisten Pattani FC. Mit dem Klub aus Pattani spielte er in der vierten Liga, der Thai League 4. Hier trat man in der Southern Region an. Ende 2019 feierte er mit Pattani die Vizemeisterschaft und den Aufstieg in die dritte Liga.

## Erfolge
Pattani FC
- Thai League 4 – South: 2019 (Vizemeister)  ▲